# Xã Denver, Quận Sargent, Bắc Dakota
Xã Denver (tiếng Anh: Denver Township) là một xã thuộc quận Sargent, tiểu bang Bắc Dakota, Hoa Kỳ. Năm 2010, dân số của xã này là 57 người.